# Паул Елгерс
Паул Елгерс (на немски: Paul Elgers) е германски писател, автор на произведения в жанровете исторически и криминален роман.

## Биография и творчество
Паул Елгерс е роден на 23 март 1915 г. в Берлин, Германия, в семейството на музикален педагог. В периода 1933-1936 г. завършва стаж като фармацевт и работи до 1940 г. в областта на фармацевтичната търговия на едро. През 1940 г. е мобилизиран, а през 1944 г. попада в съветски плен, от който се завръща през 1948 г. Става кореспондент на ежедневника „Rundschau“ в Берлин. В периода От 1957-1959 г. е помощник-директор на Дирекцията за германския концерт в Ерфурт. В периода 1961-1965 г. е помощник-директор, а след това и главен редактор на издателство „Грейфен“ в Рудолщат, в което по-късно се издават много от неговите произведения. От 1966 г. работи като писател на свободна практика.
Първият му разказ „Злато в джунглата“ е публикуван през 1954 г. със сюжет за търсенето на Пайтити, легендарния „изгубен град“ на инките. Първият му роман „Es begann im Sommer“ (Така започна лятото) от 1960 г. описва конфликтната любовна история на живота и работата на трима младежи и изграждането на социалистическата бригада. През следващите години пише исторически романи и разкази и исторически детективски истории.
Паул Елгерс умира на 7 юни 1995 г. в Рудолщат.

## Произведения

### Самостоятелни романи
- Es begann im Sommer (1960)
- Einer zuviel im Geschäft (1962)
- Die Marquise von Brinvilliers (1964)
- Jungfrau Johanna (1972)
- Die Katze mit den blauen Augen (1974)
Котката със сините очи, изд.: „Народна младеж“, София (1986), прев. Вера Андреева
- Der Fall Kaspar Trümpy (1976)
- Jungfrau Johanna (1977)
- Der Unbekannte von Collegno (1980)
- Ein Giftpilz für die Kaiserin. Attentäter-Report (1983)
- Tödliches Geschäft (1985)
- Masaniello oder der große Fischeraufstand von Neapel (1987)
- Der vorgetäuschte Mord (1989)
- Im Schatten Napoleons: Joseph Fouchè – Meister der Intrige (2010)

### Разкази
- Gold im Urwald. Erzählung von der abenteuerlichen Suche nach dem Goldland Paytiti (1954)
Злато в джунглата, сп. „Космос“ (1965), прев. Лиляна Дичева
- Eldorado (1955)
- Alarm im Hafen (1958)